# 格洛斯楚普市鎮
格洛斯楚普市鎮（丹麥語：Glostrup Kommune）是丹麥的一個市鎮，位於西蘭島東北部、哥本哈根以西。屬首都大区。面積13.31平方公里，2009年人口21,008人。行政中心为格洛斯楚普。